# La Chambre D'Echo - Where the dead Birds sing
"La Chambre D'Echo" - Where the dead birds sing, en español: La Caja de resonancia - Donde las aves muertas cantan, es el octavo álbum de estudio de Sopor Aeternus & The Ensemble Of Shadows y fue lanzado en el año 2004.
El álbum "La Chambre D'Echo" Vio el regreso del uso de sintetizadores y cajas de ritmos, sin dejar de centrarse en la música de cámara inspirada en el estilo musical Darkwave. Jonh A. Rivers volvió a producir el álbum junto a Anna-Varney Cantodea. Poco tiempo después fue lanzado un EP Titulado "Flowers In Formaldehyde". Este álbum fue presentado y promovido a través de un video promocional.

## Información
"La Chambre D'Echo" Está inspirado en gran medida en el Hospital Austriaco "Der Narrenturm" y en su sala de psiquiatría que hoy día se ha convertido en un museo de enfermedades, mutaciones y alteraciones del cuerpo humano. Como resultado, el enfoque lírico de este álbum en específico es el de hospitales y atención médica en general.
El álbum incluye el uso frecuente de sintetizadores y cajas de ritmos, lo que refleja Los principios del "primer álbum de Sopor Aeternus, "...Ich töte mich jedesmal aufs Neue, doch ich bin unsterblich, und ich erstehe wieder auf; in einer Vision des Untergangs..."
El Empacado De "La Chambre D'Echo" es elaborado y extenso. La edición estándar viene con un libro de 128 páginas, tamaño A4, libro que contiene la fotografía de Joaquín Luetke , así como las letras del álbum escritas a mano proporcionadas por Anna - Varney Cantodea. La sesión de fotos para el álbum fue tomada en el interior y alrededores de Der Narrenturm. La edición box set se produjo en una bolsa de Lino con motivos especiales del título del álbum y también se incluyen marcadores de libros, tarjetas postales, una guía de traducción y un folleto de publicidad del hospital Der Narrenturm. 
El libro que incluye esta perfectamente cerrado, sellado y especialmente firmado y numerado por Anna - Varney Cantodea en un sobre. Curiosamente, la portada de la edición de vinilo aparece una imagen tomada para el álbum anterior, "Es reiten die Toten so schnell" (or: the Vampyre sucking at his own Vein). La edición de vinilo cuenta con su propia versión abreviada del libro, así como un cartel. 
Una postal fue incluida en el álbum, ofreciendo a los fanes la oportunidad de preordenar "Flowers In Formaldehyde".

## Lista de canciones
1. "The Encoded Cloister"  – 4:44
2. "Backbone Practise"  – 6:00
3. "Idleness & Consequence"  – 5:08
4. "Beyond the Wall of Sleep"  – 3:31
5. "Imhotep (Schwarzer Drache mischt einen Sturm)"  – 4:48
6. "Hearse-shaped Basins of darkest Matter"  – 3:57
7. "Interlude - The Quiet Earth"  – 8:34
8. "We have a Dog to exercise"  – 5:50
9. "The Lion's Promise"  – 4:52
10. "Leeches & Deception"  – 9:11
11. "The Skeletal Garden"  – 4:05
12. "Feed the Birds"  – 0:21
13. "Consolatrix has left the Building"  – 4:34
14. "Day of the Dead"  – 6:23

## Músicos De Estudio
- Chris Wilson: Violín
- Susannah Simmons: Violín
- Liz Hanks: Chelo
- Miriam Hughes: Flauta
- Tonia Price: Clarinete
- Andrew Pettitt: Oboe
- Doreena Gor: Bassoon
- James Cunningham: Trompeta
- Tim Barber: Trompeta
- Julian Turner: Trombón
- Anthony Bartley: Tuba
- Paul Brook: Batería
- Anna-Varney Cantodea: Vocales, Programación y todos los demás instrumentos

- Datos: Q5962849